# Cupiennius foliatus
Espèce
Synonymes
- Cupiennius minimus Banks, 1909
- Cupiennius subfoliatus Strand, 1909
- Cupiennius guatemalicus Strand, 1910
- Cupiennius harzi Schmidt, 1964

Cupiennius foliatus est une espèce d'araignées aranéomorphes de la famille des Trechaleidae.

## Distribution
Cette espèce se rencontre au Costa Rica et au Panama.

## Description
Le mâle holotype mesure 15 mm et la femelle paratype 18 mm.

## Publication originale
- F. O. Pickard-Cambridge, 1901 : Arachnida - Araneida and Opiliones. Biologia Centrali-Americana, Zoology. London, vol. 2, p. 193-312 (texte intégral).